# Tamarisken-Rennratte
Die Tamarisken-Rennratte (Meriones tamariscinus), auch Tamarisken-Rennmaus, ist eine Nagetierart aus der Gattung der Rennratten (Meriones) innerhalb der Rennmäuse (Gerbillinae). Sie ist in Trockengebieten über weite Teile Asiens verbreitet.

## Merkmale
Die Tamarisken-Rennratte erreicht eine Kopf-Rumpf-Länge von 13,5 bis 19,0 Zentimetern mit einem Schwanz von 11,5 bis 15,0 Zentimetern Länge. Die Hinterfußlänge beträgt etwa 32 bis 39 Millimeter, die Ohrlänge 15 bis 21 Millimeter. Es handelt sich entsprechend um eine vergleichsweise große Art der Gattung, sie ist größer als die Mittagsrennratte (Meriones meridianus). Das Rückenfell ist regional variabel von sandgelb bis rostrot-braun oder -grau, das Bauchfell vollständig weiß oder blassgrau. Der Schwanz ist zweifarbig mit einer dunkelbraunen Oberseite mit schwarzen Haarspitzen und einer davon scharf abgegrenzten weißen Unterseite, zur Spitze hin werden die Haare länger und bilden eine Schwanzquaste. Die Sohlen der Hinterfüße sind vollständig behaart und besitzen längliche braune Flecken, die Krallen sind fast weiß.
Der Schädel hat eine Gesamtlänge von 36 bis 44 Millimeter und ist damit länger als der der Mittagsrennratte. Die Paukenblase (Bulla tympanica) ist etwas kleiner als die verwandter Arten und erreicht etwa 27 % der Gesamtlänge des Schädels. Die Außenseite der oberen Schneidezähne besitzt eine deutliche Längsfurche.

## Verbreitung
Die Tamarisken-Rennratte ist über weite Teile Asiens verbreitet. Das Verbreitungsgebiet reicht vom Norden des Kaukasus über Russland, Kasachstan, Turkmenistan, Usbekistan, Tadschikistan, Kirgisistan bis in den Westen und Süden der Mongolei und den Norden der Volksrepublik China. In China umfasst das Verbreitungsgebiet große Teile von Xinjiang, Gansu und Nei Mongol.

## Lebensweise
Die Tamarisken-Rennratte lebt in trockenen Halbwüsten- und Wüstengebieten und bevorzugt Grassteppengebiete und sandiges Gebüschland. Die größten Bestandsdichten haben die Tiere in trockenen Flussläufen, sie kommen anders als andere Rennmäuse jedoch auch in Salzgebieten sowie im Bereich von Gehölzrändern vor. Die maximalen Bestandsdichten liegen bei 20 bis 30 Tieren pro Hektar. Die Tiere leben in Familien und die Baue legen sie unter Baumwurzeln und Gebüschen an, diese besitzen in der Regel zwei bis vier Eingänge und erreichen Längen von bis zu sechs Metern. Die Nester werden in einer Tiefe von etwa 50 bis 250 Zentimeter angelegt und mit Federn und Pflanzenfasern ausgelegt. Die Tiere sind im Gegensatz zur Mongolischen Rennratte (Meriones unguiculatus) vor allem nachtaktiv. Sie sind agil und können Strecken von bis zu 1,5 Kilometer zurücklegen. Sie sind primär herbivor und ernähren sich vor allem von grünen Pflanzenteilen, daneben nutzen sie verschiedene Samen und Früchte (etwa die von Tamarisken) sowie Insekten und auch kleinere Nagetiere als Nahrung. Wie andere Nagetiere legen sie Vorratslager an, die bei ihnen bis zu 4,5 Kilogramm Nahrung enthalten.
Die Fortpflanzungsaktivität kann über das gesamte Jahr stattfinden, nimmt jedoch im Winter ab oder findet zu dieser Zeit nicht statt. Sie beginnt im Februar bis März in den westlichen Bereichen des Verbreitungsgebietes und im März im April in den östlicheren Regionen und dauert mindestens sechs Monate an. Überwinterte Weibchen gebären in der Regel drei Mal im Jahr, die Anzahl der Jungtiere pro Wurf reicht von einem bis zwölf und beträgt durchschnittlich vier bis fünf.

## Systematik
Die Tamarisken-Rennratte wird häufig als eigenständige Art innerhalb der Rennratten (Meriones) eingeordnet, die aus etwa 20 Arten besteht. Die wissenschaftliche Erstbeschreibung stammt von dem deutschen Naturforscher Peter Simon Pallas, der die Art 1773 anhand von Individuen aus Saraichik in Kasachstan beschrieb. Sie wird aufgrund deutlicher morphologischer Unterschiede zu allen anderen Arten als einzige Art der Gattung der Untergattung Meriones zugeordnet.

## Status, Bedrohung und Schutz
Die Tamarisken-Rennratte wird von der International Union for Conservation of Nature and Natural Resources (IUCN) als nicht gefährdet (least concern) eingeordnet. Begründet wird dies mit dem sehr großen Verbreitungsgebiet und dem häufigen Vorkommen der Art. Potenzielle Gefährdungen sind für die Art nicht bekannt. In Teilen des Verbreitungsgebietes, vor allem in der Mongolei, stellt die Lebensraumverschlechterung eine potenzielle Bedrohung dar und vor allem die Übernutzung von Tamariskenbeständen durch domestizierte Kamele stellt ein lokales Probleme dar. Hinzu kommt die Austrocknung von Wasserquellen in Teilen des Verbreitungsgebietes.

## Belege
1. 1 2 3 4 5 6 7 8  Darrin Lunde, Andrew T. Smith: Tamarisk Gerbil. In: Andrew T. Smith, Yan Xie: A Guide to the Mammals of China. Princeton University Press, Princeton NJ 2008, ISBN 978-0-691-09984-2, S. 250–251.
2. 1 2 3 4 5 6  Meriones tamariscinus in der Roten Liste gefährdeter Arten der IUCN 2016.2. Eingestellt von: K. Tsytsulina, N. Formozov, B. Sheftel, 2008. Abgerufen am 20. November 2016.
3. 1 2  Meriones (Meriones) tamariscinus. In: Don E. Wilson, DeeAnn M. Reeder (Hrsg.): Mammal Species of the World. A taxonomic and geographic Reference. 2 Bände. 3. Auflage. Johns Hopkins University Press, Baltimore MD 2005, ISBN 0-8018-8221-4.